# 루마니아의 마르가레타
루마니아의 마르가레타(Margareta of Romania, 1949년 3월 26일 ~ )는 루마니아의 미하이 1세  국왕과 안 왕비의 장녀이다. 그녀는 2016년 3월 국왕이 은퇴하자 국왕의 직무를 이어받았고, 2017년 12월 5일 국왕이 사망한 이후로 루마니아 왕가의 수장을 맡았다. 그녀는 또한 루마니아의 마르가레타 왕립 재단을 이끌고 있다.
2011년까지 마르가레타는 호엔촐레른의 공주 스타일을 사용하기도 했다. 마르가레타는 자매가 네 명이며 형제나 자녀는 없다. 그녀의 추정 상속인은 그녀의 다음 자매인 루마니아 공주 엘레나이다. 1923년과 1938년의 폐지된 왕립 헌법에 따르면 여성은 왕관을 쓰는 것이 금지되었고 마르가레타와 그녀의 자매는 왕위 계승 순위에 포함되지 않았다.
2007년 12월 30일, 미하이 국왕은 루마니아 정부에서 인정하지 않고 루마니아 의회의 승인 없이는 법적 효력이 없는 행위에 의해 마르가레타를 폐위된 왕위의 추정 상속인으로 지정했다. 같은 기회에 미하이는 또한 루마니아 의회가 군주제를 복원하는 것을 고려할 경우 살리카 왕위 계승법이 복구되지 않고 여성 왕위 계승이 허용되도록 요청했다. 미하이가 선언한 루마니아 왕실의 새로운 법령에 따르면, 사생아 또는 방계 혈통은 왕조의 특권, 작위 또는 계급을 주장할 수 없으며 그러한 사람은 루마니아 왕실과 왕위 계승 계통에서 제외된다.